# Tlayoyotepec
Tlayoyotepec är en ort i Mexiko.   Den ligger i kommunen Tecoanapa och delstaten Guerrero, i den södra delen av landet, 270 km söder om huvudstaden Mexico City. Tlayoyotepec ligger 610 meter över havet och antalet invånare är 330.
Terrängen runt Tlayoyotepec är kuperad. Runt Tlayoyotepec är det ganska tätbefolkat, med 65 invånare per kvadratkilometer. Närmaste större samhälle är Ayutla de los Libres, 19,4 km öster om Tlayoyotepec. Omgivningarna runt Tlayoyotepec är en mosaik av jordbruksmark och naturlig växtlighet.